# Куліга моорейська
Куліга моорейська (Prosobonia ellisi) — вимерлий вид сивкоподібних птахів родини баранцевих (Scolopacidae). Був ендеміком острова Моореа у Французькій Полінезії. Відома лише з двох картин Вільяма Вейда Елліса та Дж. Веббера, кожна з яких заснована на окремому зразку (обидві зараз втрачені), зібраних Вільямом Андерсоном під час третьої навколосвітньої подорожі під командуванням капітана Джеймса Кука.